# Team Telekom

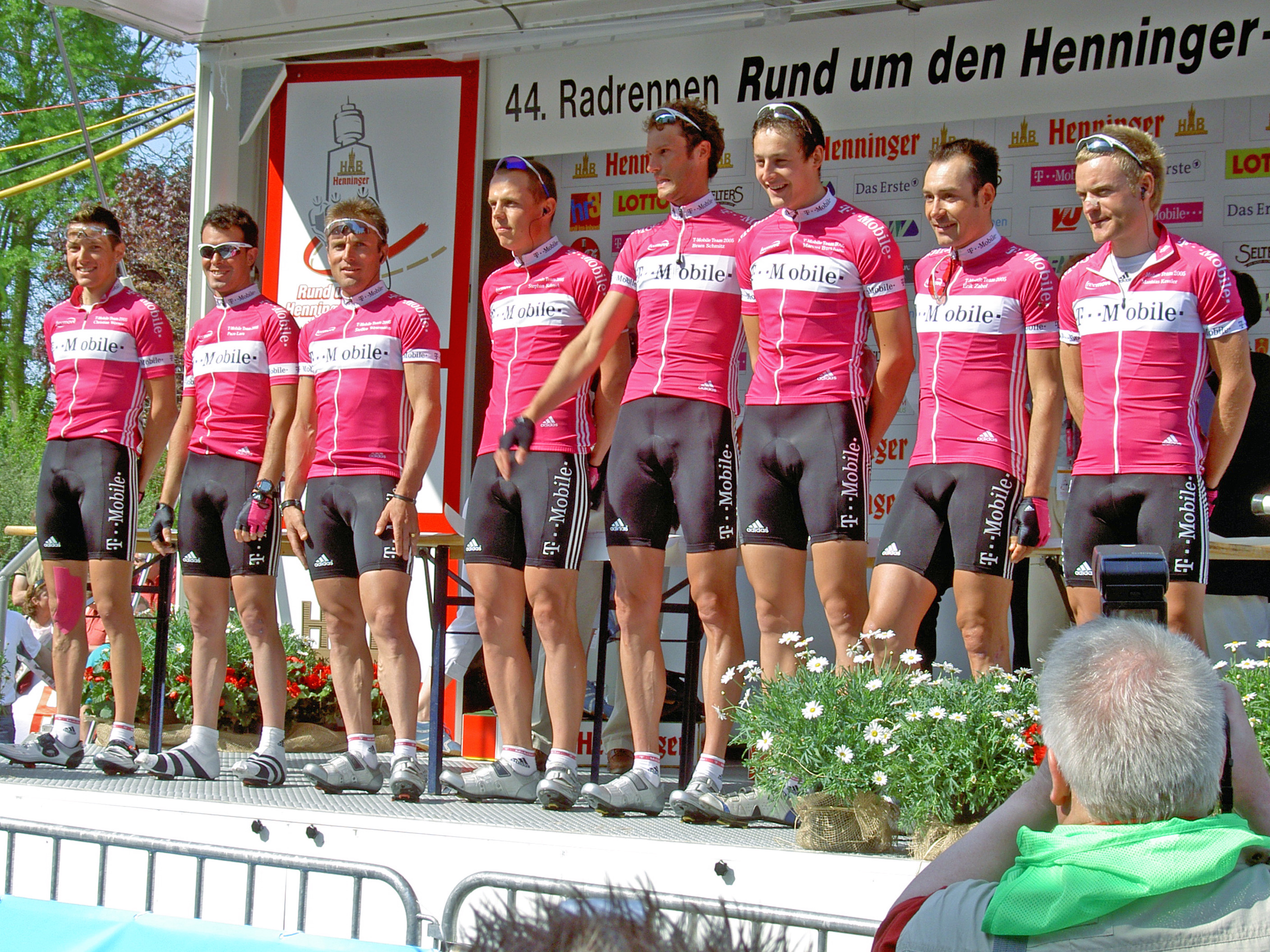
Einschreiben zum Rennen Rund um den Henninger-Turm 2005.

Das Team Telekom (1991–2003), später Team T-Mobile (2004–2007), war ein deutsches Profiradsportteam mit Sitz in Bonn.
Vorgänger des Teams war das Team Stuttgart, welches bis Ende 1990 existierte. Von 1991 bis 2003 trat die Mannschaft mit dem Sponsor Deutsche Telekom an. Von 2004 bis 2007 wurde es als Team T-Mobile geführt, benannt nach der Mobilfunktochter der Deutschen Telekom T-Mobile. Nachfolgeteams ab 2008 waren das Team High Road und das Team Columbia-High Road.
Betrieben wurde das Team seit Anfang 2006 durch die Olaf Ludwig Cycling GmbH. 2007 übernahm der Multimillionär Bob Stapleton mit seiner Betreibergesellschaft Neue Straßen Sport GmbH, einer Tochter der High Road Sports Inc. die Leitung des Teams.
Da das Team in den 1990er Jahren die einzige große deutsche Mannschaft war und die besten deutschen Fahrer beschäftigte, galt das Team Telekom in der Öffentlichkeit lange Zeit als eine Art „deutsche Radsport-Nationalmannschaft“. Die größten Erfolge waren die Tour-de-France-Siege von Bjarne Riis und Jan Ullrich 1996 und 1997 sowie der sechsmalige Gewinn des Grünen Trikots durch Erik Zabel.
Auf die Erfolge fiel ein Schatten, als 2007 der ehemalige Masseur Jef D’hont der Mannschaft systematisches Doping vorwarf und mehrere ehemalige Fahrer der Mannschaft – Bert Dietz, Christian Henn, Udo Bölts, Erik Zabel, Rolf Aldag, Brian Holm und Bjarne Riis – Doping mit EPO, Cortison und Wachstumshormonen zugaben. Infolgedessen beendete T-Mobile im November 2007 sein Engagement im Radsport.

## Geschichte

### 1991–1995
Das Team Telekom entstand 1991 aus dem Ende der 1980er Jahre von Winfried Holtmann gegründeten Team Stuttgart. Von dem späteren Toursieger-Team von Riis und Ullrich war von Beginn an nur Udo Bölts dabei. Nach der ersten Saison übernahm der ehemalige belgische Radprofi Walter Godefroot den Posten des Sportlichen Leiters. Die ersten Siege für das Team überhaupt fuhr Udo Bölts ein, der überraschend die Königsetappe des Giro d’Italia 1992 gewann. Im Juli nahm das Team Telekom erstmals an der Tour de France teil und konnte mit Jens Heppner einen zehnten Platz in der Gesamtwertung erreichen.
1993, im dritten Jahr seines Bestehens, hatte das Team Telekom mittlerweile die meisten deutschen Spitzenfahrer verpflichtet. Insbesondere Olaf Ludwig, der von der Mannschaft Panasonic gekommen war, sorgte für Siege, so auch bei der Tour de France, wo er auf der 14. Etappe den ersten Tour-Etappenerfolg für Telekom erreichte. Im Oktober wurde Ludwig bei der Straßen-WM Dritter hinter dem jungen Lance Armstrong und Miguel Indurain.
Nach einem schwachen Frühjahr gewann 1994 Olaf Ludwig den deutschen Klassiker Rund um den Henninger-Turm. Im Herbst errang Erik Zabel bei Paris–Tours den ersten Weltcupsieg für sich und sein Team.
Trotz guter Ergebnisse im Frühjahr 1995 wurde Telekom überraschend nicht zur Tour de France eingeladen. Erst nach Verhandlungen wurde eine sechsköpfige Mannschaft gemeinsam mit drei Fahrern vom italienischen Team „ZG Mobili“ zugelassen.

### 1996–1997
Vor der Saison 1996 wurde der Däne Bjarne Riis verpflichtet, der bei der Tour de France 1995 Dritter geworden war. Riis konnte bei der Tour de France 1996 den fünfmaligen Sieger Miguel Induráin schlagen und als erster Däne die Tour gewinnen. Sein Teamkollege Jan Ullrich gewann bei seiner Premiere das letzte Einzelzeitfahren und kam auf den zweiten Rang des Gesamtklassements. Erik Zabel erreichte zwei Etappensiege und gewann das Grüne Trikot. In der Nachkriegsgeschichte der Tour gab es nur ein anderes Team, dessen Fahrer die ersten beiden Plätze belegen konnte: „La Vie Claire“ 1985 und 1986 mit Bernard Hinault und Greg LeMond.
In Deutschland wurde die Stärke des Telekom-Teams erst ein Jahr später richtig zur Kenntnis genommen. Nachdem Riis nach einem starken Frühjahr zunächst als Kapitän in die Tour gestartet war, übernahm bald der stark fahrende Ullrich die Führung im Team und im Rennen. Der 23-Jährige gewann die Tour de France als erster Deutscher. Zabel holte erneut Etappensiege und das Sprintertrikot. Auch in der Mannschaftswertung lag das Team vorne. Walter Godefroot, Jan Ullrich, Bjarne Riis, Udo Bölts, Jens Heppner, Rolf Aldag, Giovanni Lombardi, Erik Zabel, Christian Henn und Georg Totschnig wurden vom Bundesminister des Innern Manfred Kanther dafür mit dem Silbernen Lorbeerblatt, der höchsten sportlichen Auszeichnung in Deutschland, geehrt. Das nach dem Toursieg Ullrichs geradezu explodierende Interesse der deutschen Öffentlichkeit am Radsport machte das Sponsoring der Telekom zu einem der effektivsten der deutschen Sportgeschichte.

### 1998–2002
Nach den beiden Tour-de-France-Siegen 1996 und 1997 gehörte das Team Telekom zu den besten Mannschaften des Radsports. Dieses Niveau konnte Telekom in den folgenden Jahren trotz vieler Probleme halten, ohne nochmals den Tour-de-France-Sieger zu stellen. Das Team wurde auf die Doppelspitze mit Ullrich und Zabel ausgerichtet.
Jan Ullrich erreichte mit Telekom weitere zweite Plätze bei der Frankreich-Rundfahrt (1998, 2000, 2001), gewann die Vuelta a España 1999, das Straßenrennen der Olympischen Spiele in Sydney 2000, die Zeitfahrweltmeisterschaft 1999 und 2001 – und blieb doch hinter den Erwartungen zurück. Erik Zabel entwickelte sich zu einem Muster an Konstanz, holte sechs Grüne Trikots der Tour in Folge, gewann viermal bei Mailand–Sanremo (1997/98, 2000/01), den Weltcup-Gesamtsieg und die Führung in der Weltrangliste.

### 2003
Die Phase relativen Erfolgs wurde von der nacheinander stattfindenden Verletzung, Alkoholfahrt und positiven Dopingprobe Jan Ullrichs im Frühjahr und Sommer 2002 beendet. Telekom trennte sich schließlich von seinem „Star“ und beschloss – inmitten von Gerüchten um die Beendigung des Sponsorings – einen Strategiewechsel: Nunmehr sollte nicht mehr alles auf einen Kapitän gesetzt werden, sondern verschiedene Fahrer ihre Chance bekommen. Dazu wurde eine Reihe von internationalen Fahrern wie Santiago Botero, Paolo Savoldelli und Cadel Evans verpflichtet, die jedoch aus unterschiedlichen Gründen die in sie gesetzten Erwartungen nicht erfüllen konnten.
Neben zahlreichen anderen Siegen gewann Alexander Winokurow bei der Tour zwei Etappen und erreichte den dritten Gesamtrang. Drei weitere Fahrer aus dem Team gewannen je ein Weltcuprennen.
All diese Siege wurden in der Öffentlichkeit vom erfolgreichen Comeback Jan Ullrichs beim Team Bianchi in den Hintergrund gedrängt. Daraufhin verhandelte die Führung des Team Telekom mit dem deutschen Radsportler und konnte, da Bianchi keine dauerhafte Finanzierung Ullrichs zustande brachte, schließlich im Herbst 2003 die Rückkehr Jan Ullrichs zum Team Telekom erreichen, welches von da an unter dem Namen der Konzerntochter T-Mobile firmiert.

### 2004
Im ersten Jahr als „T-Mobile Team“ waren der Weltcuperfolg von Steffen Wesemann bei der Flandern-Rundfahrt und Ullrichs Sieg bei der Tour de Suisse die namhaftesten Siege. Daneben sorgte Erik Zabel für zahlreiche zweite Plätze, u. a. bei Mailand-San Remo. Bei der Tour de France erreichten Andreas Klöden und Jan Ullrich die hervorragenden Plätze 2 und 4, was aufgrund der Umstände jedoch eher als Misserfolg gewertet wurde. In einer Saison, in der die auffälligen Siege rar blieben, erreichte das Team aufgrund seiner Ausgeglichenheit allerdings ein seltenes Triple: Die Mannschaft gewann die Team-Wertung der Tour de France, die des Rad-Weltcups und beendete die Saison auf dem ersten Platz der Team-Weltrangliste. Die Sportliche Leitung lag in den Händen von Mario Kummer, Frans Van Looy, Valerio Piva, Brian Holm und Giovanni Fidanza.

### 2005

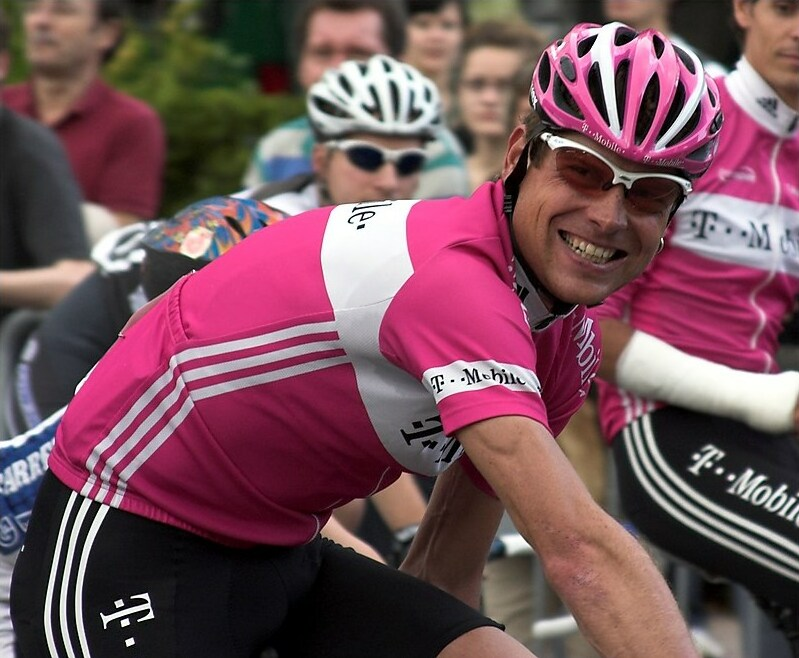
Jan Ullrich (2005)

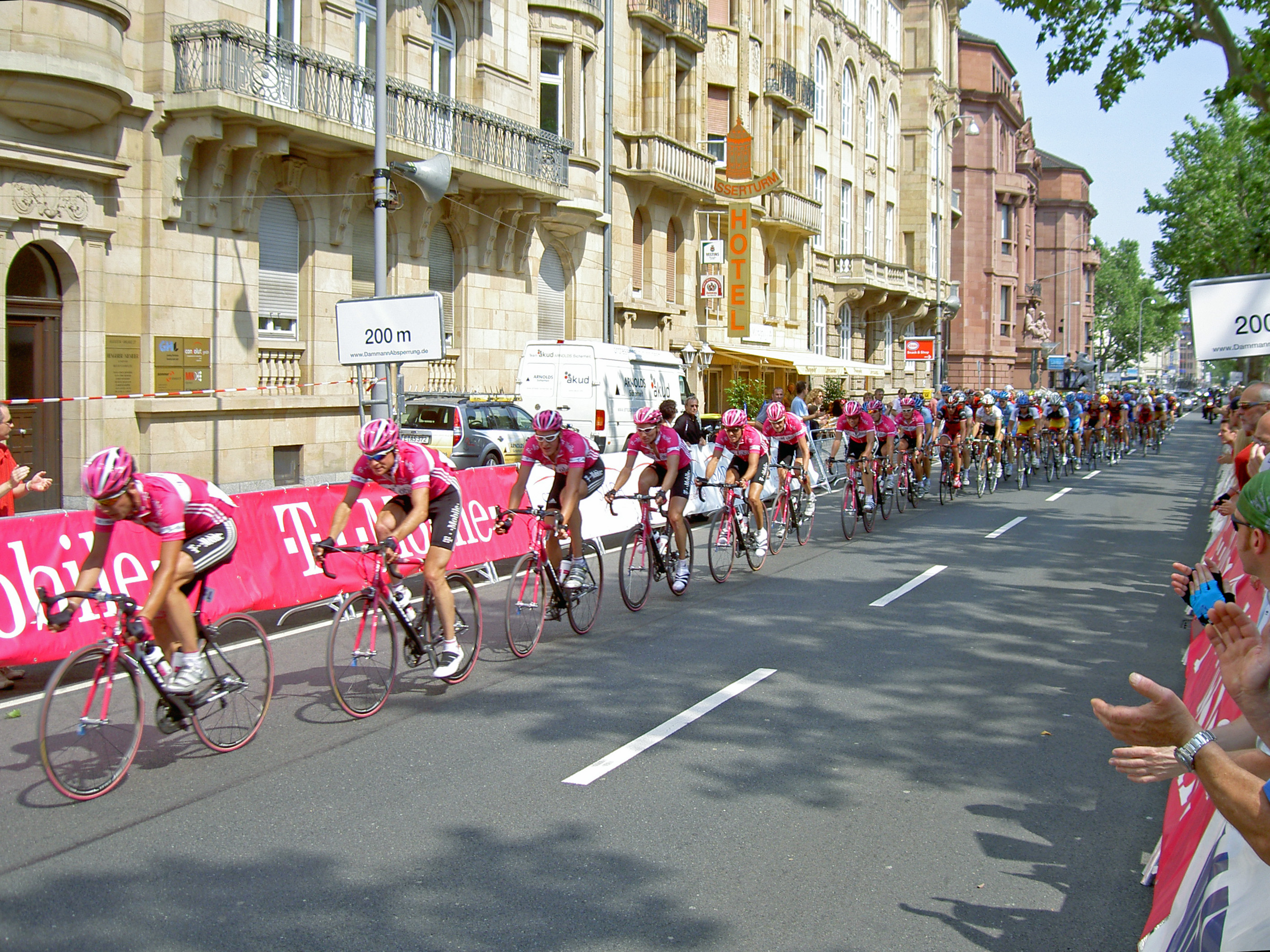
Bei der deutschen Meisterschaft 2005

Im Jahr 2005 riss die Siegesserie. Erstmals seit 1993 konnte die Mannschaft nicht die Deutsche Meisterschaft für sich entscheiden und musste den Titel an den Außenseiter Gerald Ciolek abgeben. Bei der Tour de France 2005 holte sich das „T-Mobile Team“ den Sieg in der Mannschaftswertung. Drei Etappensiege durch Alexander Winokurow und Giuseppe Guerini sowie der dritte Platz von Jan Ullrich und der fünfte von Alexander Winokurow in der Gesamtwertung trugen zu einem positiven Gesamtergebnis für das Team bei.

### 2006
Nach der Teilnahme am Giro d’Italia mit einem Sieg beim Einzelzeitfahren erreichte der Teamkapitän Jan Ullrich den Gesamtsieg bei der Tour de Suisse. T-Mobile suspendierte jedoch am Vortag zum Start der Tour de France 2006 seine beiden Spitzenfahrer Jan Ullrich und Óscar Sevilla sowie Ullrichs Betreuer Rudy Pevenage mit sofortiger Wirkung, da sie in die Dopingaffäre um den spanischen Arzt Eufemiano Fuentes verwickelt waren. Die Ermittlungen der deutschen Staatsanwaltschaft gegen Jan Ullrich wurden 2008 gegen Zahlung einer sechsstelligen Summe für gemeinnützige Zwecke eingestellt.
Dennoch waren die sieben verbliebenen T-Mobile-Fahrer erfolgreich. Andreas Klöden erreichte als neuer Kapitän den dritten Platz in der Gesamtwertung, bei der dritten Etappe der Tour errang Matthias Kessler den Etappensieg, Serhij Hontschar konnte die beiden Einzelzeitfahren gewinnen und das Team errang den Sieg in der Mannschaftswertung. Eine bessere Platzierung von Klöden und damit ein möglicher erster Tour-de-France-Sieg für ihn wurden durch einen schweren taktischen Fehler der Mannschaftsleitung verschenkt. Favorit Floyd Landis verlor durch einen Kräfteeinbruch (Hungerast) auf der vorletzten Bergetappe mehrere Minuten auf die Konkurrenz und schien geschlagen. Klöden galt als bester Zeitfahrer und war damit neuer Favorit. Doch auf der letzten Bergetappe ließen die Mannschaften der gesamtführenden Klöden, Carlos Sastre und Óscar Pereiro einen Ausreißversuch von Landis zu, in Erwartung er würde am letzten Berg einbrechen. Selbst als Landis bereits virtuell in Gelb fuhr, pokerten die Verfolger noch darum, wer die unangenehme Verfolgungsarbeit leisten sollte. Landis rettete den größten Teil seines Vorsprungs ins Ziel und konnte später im entscheidenden Zeitfahren den Tour-de-France-Sieg perfekt machen. Seit der Disqualifikation von Landis wegen Dopings am 20. September 2007 wird Klöden auf dem zweiten Platz der Tour de France 2006 geführt.
Noch während der Tour de France wurde dem Sportlichen Leiter Rudy Pevenage endgültig gekündigt, da die Beweislage gegen ihn im Dopingskandal immer erdrückender wurde. Auch Oscar Sevilla und Jan Ullrich erhielten wenige Tage vor Ende der Tour die Kündigung, nachdem sie den angekündigten Unschuldsbeweis nicht erbracht hatten. Ende Juli wurde im Rahmen der Vattenfall Cyclassics in Hamburg bekannt, dass der Hauptsponsor T-Mobile die Zusammenarbeit mit der bisherigen Betreibergesellschaft des Teammanagers Olaf Ludwig Ende des Jahres 2006 beenden werde. Neuer Teammanager wurde der Amerikaner Bob Stapleton, der bisher mit seiner US-amerikanischen Betreibergesellschaft das Frauen-Team von T-Mobile geführt hatte. Grund für die Umstrukturierung soll fehlendes Vertrauen des Sponsors in das Krisenmanagement der sportlichen Leitung gewesen sein.
Der Weltverband UCI erteilte T-Mobile am 28. August 2006 über ihre neue Betreibergesellschaft Neuer Straßen Sport GmbH Bob Stapleton die Lizenz für vier Jahre. Wenige Tage zuvor gab Andreas Klöden seinen Wechsel zum Team Astana bekannt, der im Juni 2006 aus der des Dopings verdächtigen Mannschaft von Liberty Seguros hervorging. Im Spätsommer wurden die Verpflichtungen der Sprinter Gerald Ciolek und Bernhard Eisel sowie von Klassikerspezialist Servais Knaven bekannt. Mit Jens Voigt sollte eine Einigung erzielt werden, aber der Manager des Team CSC Bjarne Riis erteilte Voigt keine Freigabe. Verlassen haben das Team Andreas Klöden und Matthias Kessler, die zu Astana wechselten, Steffen Wesemann und Olaf Pollack, die 2007 für das Team Wiesenhof-Felt fuhren, sowie Bernhard Kohl, der beim Team Gerolsteiner anheuerte.
Erfolge in der ProTour
| Datum        | Rennen                          | Fahrer           |
| ------------ | ------------------------------- | ---------------- |
| 18. Mai      | 11. Etappe Giro d’Italia (EZF)  | Jan Ullrich      |
| 18. Juni     | 9. Etappe Tour de Suisse (EZF)  | Jan Ullrich      |
| 10.–18. Juni | Gesamtwertung Tour de Suisse    | Jan Ullrich      |
| 4. Juli      | 3. Etappe Tour de France        | Matthias Kessler |
| 8. Juli      | 7. Etappe Tour de France (EZF)  | Serhij Hontschar |
| 22. Juli     | 19. Etappe Tour de France (EZF) | Serhij Hontschar |

Erfolge in den Continental Circuits
| Datum          | Rennen                              | Fahrer           |
| -------------- | ----------------------------------- | ---------------- |
| 25. Februar    | 6. Etappe Kalifornien-Rundfahrt     | Olaf Pollack     |
| 26. Februar    | 7. Etappe Kalifornien-Rundfahrt     | Olaf Pollack     |
| 26. April      | 1. Etappe Rheinland-Pfalz-Rundfahrt | André Greipel    |
| 29. April      | 4. Etappe Rheinland-Pfalz-Rundfahrt | André Greipel    |
| 31. Mai        | Prolog Luxemburg-Rundfahrt          | Kim Kirchen      |
| 17. Juni       | 2. Etappe Vuelta a Asturias         | Óscar Sevilla    |
| 16.–20. Juni   | Gesamtwertung Vuelta a Asturias     | Óscar Sevilla    |
| 5. August      | 4. Etappe Dänemark-Rundfahrt        | Olaf Pollack     |
| 18. August     | 3. Etappe Regio-Tour                | Michael Rogers   |
| 19. August     | 4. Etappe Regio-Tour                | Andreas Klöden   |
| 16.–20. August | Gesamtwertung Regio-Tour            | Andreas Klöden   |
| 13. September  | 1. Etappe 3 Länder-Tour             | Patrik Sinkewitz |

### 2007
Das Team stand nach dem turbulenten Jahr 2006 vor einem großen Umbruch. Zur neuen Saison wechselte die Teamleitung, das Budget wurde verringert und 13 neue Fahrer kamen in die Mannschaft. Große Namen waren kaum noch im Kader zu finden, er bestand aus jungen Fahrern wie Gerald Ciolek, Linus Gerdemann und Bernhard Eisel, gemischt mit Routiniers wie Servais Knaven und Serhij Hontschar. Kapitän für die Tour de France war der mehrfache Zeitfahr-Weltmeister Michael Rogers, der im Vorjahr Andreas Klöden aufs Podium geholfen hatte. Nach seinem Ausscheiden auf der 8. Etappe wurde Axel Merckx zum neuen Kapitän bestimmt.
Die Mannschaft kündigte an, eine Vorreiterrolle im Antidopingkampf einnehmen zu wollen. Alle Fahrer mussten ihr Einverständnis geben, im Bedarfsfall DNA-Proben abzugeben.
Am 11. Mai 2007 wurde Serhij Hontschar nach unangekündigten Bluttests während der Tour de Romandie für 30 Tage suspendiert. Im Juni 2007 wurde er wegen „Verstößen gegen den teaminternen Verhaltenscodex“ mit sofortiger Wirkung entlassen.
Am 18. Juli 2007 gab das Team T-Mobile bekannt, dass ein von Patrik Sinkewitz am 8. Juni abgegebene Dopingtest während eines Trainingslagers in der A-Probe ein positives Ergebnis auf Testosteron hatte. Der Fahrer wurde mit sofortiger Wirkung suspendiert. Nachdem Sinkewitz am 31. Juli auf die Überprüfung der B-Probe verzichtete, wurde er von der Teamleitung entlassen.
Aufgrund der beiden Dopingfälle um Sinkewitz und Hontschar sowie der Doping-Vorfälle bei der Tour de France 2007, bei der auch der ehemalige T-Mobile-Kapitän Alexander Winokurow des Dopings überführt wurde, erwog der Sponsor ein vorzeitiges Ende seines Engagements. Einen Tag vor dem Start der Deutschland Tour gab der Pressesprecher des Teams bei einer eigens einberufenen Pressekonferenz jedoch bekannt, dass T-Mobile seinen Vertrag bis 2010 erfüllen werde und in dieser Zeit den eingeschlagenen Weg für einen „sauberen Radsport“ fortführen wolle. Einen sofortigen Ausstieg bei weiteren Dopingfällen behielt sich der Sponsor vorläufig vor.
Erfolge in der ProTour
| Datum         | Rennen                          | Fahrer           |
| ------------- | ------------------------------- | ---------------- |
| 11. April     | Gent–Wevelgem                   | Marcus Burghardt |
| 22. Mai       | 2. Etappe Katalonien-Rundfahrt  | Mark Cavendish   |
| 26. Mai       | 6. Etappe Katalonien-Rundfahrt  | Mark Cavendish   |
| 14. Juli      | 7. Etappe Tour de France        | Linus Gerdemann  |
| 23. Juli      | 15. Etappe Tour de France       | Kim Kirchen      |
| 15. August    | 6. Etappe Deutschland Tour      | Gerald Ciolek    |
| 16. August    | 7. Etappe Deutschland Tour      | Gerald Ciolek    |
| 18. August    | 9. Etappe Deutschland Tour      | Gerald Ciolek    |
| 24. August    | 2. Etappe Eneco Tour            | Mark Cavendish   |
| 8. September  | 8. Etappe Vuelta a España (EZF) | Bert Grabsch     |
| 14. September | 13. Etappe Vuelta a España      | Andreas Klier    |

Erfolge in den Continental Circuits
| Datum         | Rennen                                  | Fahrer           |
| ------------- | --------------------------------------- | ---------------- |
| 22. Februar   | 2. Etappe Algarve-Rundfahrt             | Bernhard Eisel   |
| 18. April     | Scheldeprijs                            | Mark Cavendish   |
| 27. April     | 3. Etappe Niedersachsen-Rundfahrt       | Gerald Ciolek    |
| 1. Mai        | Rund um den Henninger Turm              | Patrik Sinkewitz |
| 10. Mai       | 3. Etappe Vier Tage von Dünkirchen      | Mark Cavendish   |
| 13. Mai       | 6. Etappe Vier Tage von Dünkirchen      | Mark Cavendish   |
| 20. Mai       | Gesamtwertung Rheinland-Pfalz-Rundfahrt | Gerald Ciolek    |
| 3. Juni       | Tom Bamford Lancaster Classic           | Bernhard Eisel   |
| 7. Juni       | Reading Classics                        | Bernhard Eisel   |
| 10. Juni      | Gesamtwertung Triple Crown              | Bernhard Eisel   |
| 23. Juni      | 4. Etappe Ster Elektrotoer              | Mark Cavendish   |
| 24. Juni      | Deutsche Zeitfahrmeisterschaft          | Bert Grabsch     |
| 26. Juni      | Italienische Zeitfahrmeisterschaft      | Marco Pinotti 1  |
| 9. Juli       | 2. Etappe Österreich-Rundfahrt          | Gerald Ciolek    |
| 15. Juli      | 8. Etappe Österreich-Rundfahrt          | Gerald Ciolek    |
| 25. Juli      | 1. Etappe Sachsen-Tour                  | André Greipel    |
| 26. Juli      | 2. Etappe Sachsen-Tour                  | André Greipel    |
| 27. Juli      | 3. Etappe Sachsen-Tour                  | Eric Baumann     |
| 29. Juli      | 5. Etappe Sachsen-Tour                  | Stephan Schreck  |
| 5. August     | 6. Etappe Dänemark-Rundfahrt            | Mark Cavendish   |
| 9. September  | Prolog Tour of Britain (EZF)            | Mark Cavendish   |
| 10. September | 1. Etappe Tour of Britain               | Mark Cavendish   |
| 19. September | 1. Etappe 3 Länder-Tour                 | Gerald Ciolek    |
| 21. September | 3. Etappe 3 Länder-Tour                 | Marcus Burghardt |
| 23. September | 5. Etappe 3 Länder-Tour                 | Marcus Burghardt |
| 6. Oktober    | 3. Etappe Circuit Franco-Belge          | Mark Cavendish   |

## Dopingaffäre
Im April 2007 veröffentlichte Der Spiegel einen Vorabdruck von einem Buch des Belgiers Jef D’hont, der von 1992 bis 1996 für das Team Telekom als Masseur arbeitete, in dem er der Mannschaft organisiertes Doping vorwarf. So beschuldigte er die Mannschaftsärzte Lothar Heinrich und Andreas Schmid von der Uni-Klinik Freiburg, die ursprünglich auch in der Saison 2007 für das Team verantwortlich sein sollten, die Fahrer mit dem Dopingmittel EPO und weiteren leistungssteigernden Mitteln versorgt zu haben. Nachdem der Molekular-Biologe Werner Franke gegen die beiden Mediziner Anzeige wegen des Verdachts auf Verstöße gegen das Arzneimittelgesetz und wegen versuchter Körperverletzung erstattete, nahm die Staatsanwaltschaft Freiburg gegen Schmid und Heinrich Ermittlungen auf. Wenig später erklärte die Teamleitung die Beendung der Kooperation mit der Uni-Klinik Freiburg zum Ende des Jahres 2007.
Am 21. Mai gestand der ehemalige Telekom-Fahrer Bert Dietz, dass er in seiner Zeit mit der Mannschaft auf Empfehlung der Mannschaftsärzte das Medikament EPO zur Leistungssteigerung genommen hatte und bestätigt die Vorwürfe des ehemaligen Masseurs Jef d’Hont.
Am Tag darauf erklärte auch Christian Henn, ehemaliger Profi bei Telekom und zu diesem Zeitpunkt sportlicher Leiter beim Team Gerolsteiner, dass er von 1995 bis 1999 mit EPO gedopt hatte. Henn sollte aber weiterhin im Team Gerolsteiner in seiner aktuellen Funktion angestellt bleiben.
Nachdem die ehemaligen Profis Jens Heppner, Steffen Wesemann, Georg Totschnig und Danilo Hondo, sowie der ehemalige Teamchef Walter Godefroot dementierten, dass sie selbst gedopt hätten oder von organisierten Doping im Team gewusst hatten, gestand mit Udo Bölts, der zu diesem Zeitpunkt für das Team Gerolsteiner arbeitete, ein weiterer ehemaliger Radprofi das Doping mit EPO während seiner Zeit beim Team Telekom. Am selben Tag erklärten die Teamärzte Lothar Heinrich und Andreas Schmid, mittlerweile vom Dienst an der Uni-Klinik Freiburg freigestellt, dass sie Fahrer des Team Telekom beim Doping unterstützt hatten. Schmid wies aber darauf hin, dass dies nur in den neunziger Jahren der Fall gewesen sei. Die Universität Freiburg reagierte mit der fristlosen Kündigung der beiden Mediziner.
Am Donnerstag, dem 24. Mai, reagierte die Leitung des Teams mit Teammanager Bob Stapleton und Sportchef Rolf Aldag bei einer Pressekonferenz auf diese Doping-Geständnisse. Aldag gestand ebenfalls, in den neunziger Jahren mit EPO gedopt zu haben. Die Leitung erklärte, trotzdem weiterhin an ihm als Sportchef festhalten zu wollen. Auf dieser Pressekonferenz gestand auch Erik Zabel, dass er während der Tour de France 1996 kurze Zeit mit EPO gedopt hatte. Kurz darauf folgte der ehemalige Telekom-Profi und aktuell sportlicher Leiter bei T-Mobile Brian Holm mit einem Geständnis, ebenfalls mit EPO gedopt zu haben.
Während einer Pressekonferenz am 25. Mai 2007 in Kopenhagen gestand Bjarne Riis, in der Zeit von 1993 bis 1998 EPO, Wachstumshormone und Cortison zur Leistungssteigerung eingenommen zu haben. Das EPO kaufte und nahm er nach seinen Angaben selbst ein. Auch sein Sieg bei der Tour de France 1996 stand unter dem Einfluss des Dopingmittels EPO, Cortison und Wachstumssubstanzen, wie Riis öffentlich zugab: „Ich weiß, dass ich mit unerlaubten Mitteln zum Toursieg kam. Aber ich habe trotzdem dafür gearbeitet. Wenn ihr Euch das Gelbe Trikot jetzt holen wollt, bitte, es bedeutet mir nichts. Es liegt im Pappkarton.“
Am 29. Mai 2007 wurde gemeldet, dass Mario Kummer in der Zeit von 1993 bis 1997 Dopingmittel konsumiert haben soll. Diese Meldung wurde allerdings kurz darauf dementiert.
Auch der Fahrer Jörg Ludewig geriet unter Dopingverdacht. Er soll sich im Jahr 1998 um die Beschaffung von Dopingmitteln bemüht haben. Er räumte ein, sich in einem Fax über Dopingmöglichkeiten informiert zu haben, bestritt aber die Einnahme von Dopingmitteln.

## Rückzug des Sponsors T-Mobile im November 2007
Am 27. November 2007 gab der Vorstand der Deutschen Telekom bekannt, das Radsportengagement der Mobilfunktochter T-Mobile mit sofortiger Wirkung zu beenden. Die Entscheidung betraf sowohl das Männer- als auch das Frauenteam des Team T-Mobile. Laut Pressemitteilung wurde der Vertrag zwischen T-Mobile und der Betreibergesellschaft „Neuer Straßen Sport“ unter Leitung von Bob Stapleton in „beiderseitigem Einvernehmen“ aufgelöst. Ursprünglich sollte der Vertrag bis Ende 2010 laufen. Als Grund gab die Deutsche Telekom an, dass sie mit dem Schritt „die Marke T-Mobile von den jüngsten Doping-Erkenntnissen im Sport und speziell im Radsport“ distanzieren will.
Bob Stapleton übernahm als Manager das Team und erhielt am 4. Dezember 2007 eine vorläufige Lizenz. Das Team firmierte dann bis zum Juni des Jahres 2008 unter dem Namen der Betreibergesellschaft von Bob Stapleton, „High Road“. Vor der Tour de France konnte mit dem Bekleidungshersteller Columbia aber ein neuer Hauptsponsor präsentiert werden, dessen Namen das Team in der Folge trug. Das Team erhielt eine amerikanische Lizenz und löste sich somit weitestgehend von seinen deutschen Wurzeln. Das Nachfolgeteam wurde mit Ablauf der Saison 2011 aufgelöst. Zuletzt trug es den Namen HTC-Highroad.

## Bekannte ehemalige Fahrer
| - Mario Aerts (2003–2004) - Rolf Aldag (1993–2005) - Uwe Ampler (1992–1993) - Udo Bölts (1991–2002) - Santiago Botero (2003–2004) - Bert Dietz (1994–1998) - Cadel Evans (2003–2004) - Giuseppe Guerini (1999–2007) - Christian Henn (1992–1999) - Jens Heppner (1992–2002) - Brian Holm (1993–1997) | - Danilo Hondo (1998–2003) - Serhij Hontschar (2006–2007) - Kai Hundertmarck (1996–2003) - Jörg Jaksche (1999–2000) - Bobby Julich (2002–2003) - Matthias Kessler (2000–2006) - Andreas Klöden (1998–2006) - Kevin Livingston (2001–2002) - Giovanni Lombardi (1997–2001) - Olaf Ludwig (1993–1996) - Axel Merckx (1993–1994, 2007) | - Uwe Raab (1993–1995) - Bjarne Riis (1996–1999) - Paolo Savoldelli (2003–2004) - Stefan Schumacher (2002–2003) - Óscar Sevilla (2005–2006) - Patrik Sinkewitz (2006–2007) - Georg Totschnig (1997–2000) - Jan Ullrich (1995–2002, 2004–2006) - / Steffen Wesemann (1993–2006) - Alexander Winokurow (2000–2005) - Erik Zabel (1992–2005) |

## Auszeichnungen
- Mannschaft des Jahres 1997